# Monastère de Nénang
Le Monastère de Nénang (tibétain : གནས་ནང་དགོན་པ, Wylie : Gnas nang dgon pa, THL : nénang gönpa ; chinois : 乃朗寺 ; pinyin : nǎilǎng sì) est un monastère du bouddhisme tibétain datant de 1333, et situé sur le canton de Gurong (zh), district de Doilungdêqên, à Lhassa, dans la région autonome du Tibet, en République populaire de Chine. Il est situé dans une vallée, à 40 km à l'ouest du centre-ville de Lhassa, en contrebas du monastère Tsurphu (ou  Tsurphu de Tölong).

## Histoire
Le 5e Nénang Pawo Rinpoché Tsouglag Trinlé Gyatso, un lama karma-kagyu, se voit confier le monastère de Nénang, en 1673 lequel devient son siège officiel. Il reçoit ses vœux de moines du 5e dalaï-lama pour marquer le retour de l'harmonie entre les écoles gélougpa) et karma-kagyu.